# Samobieżne działo polowe

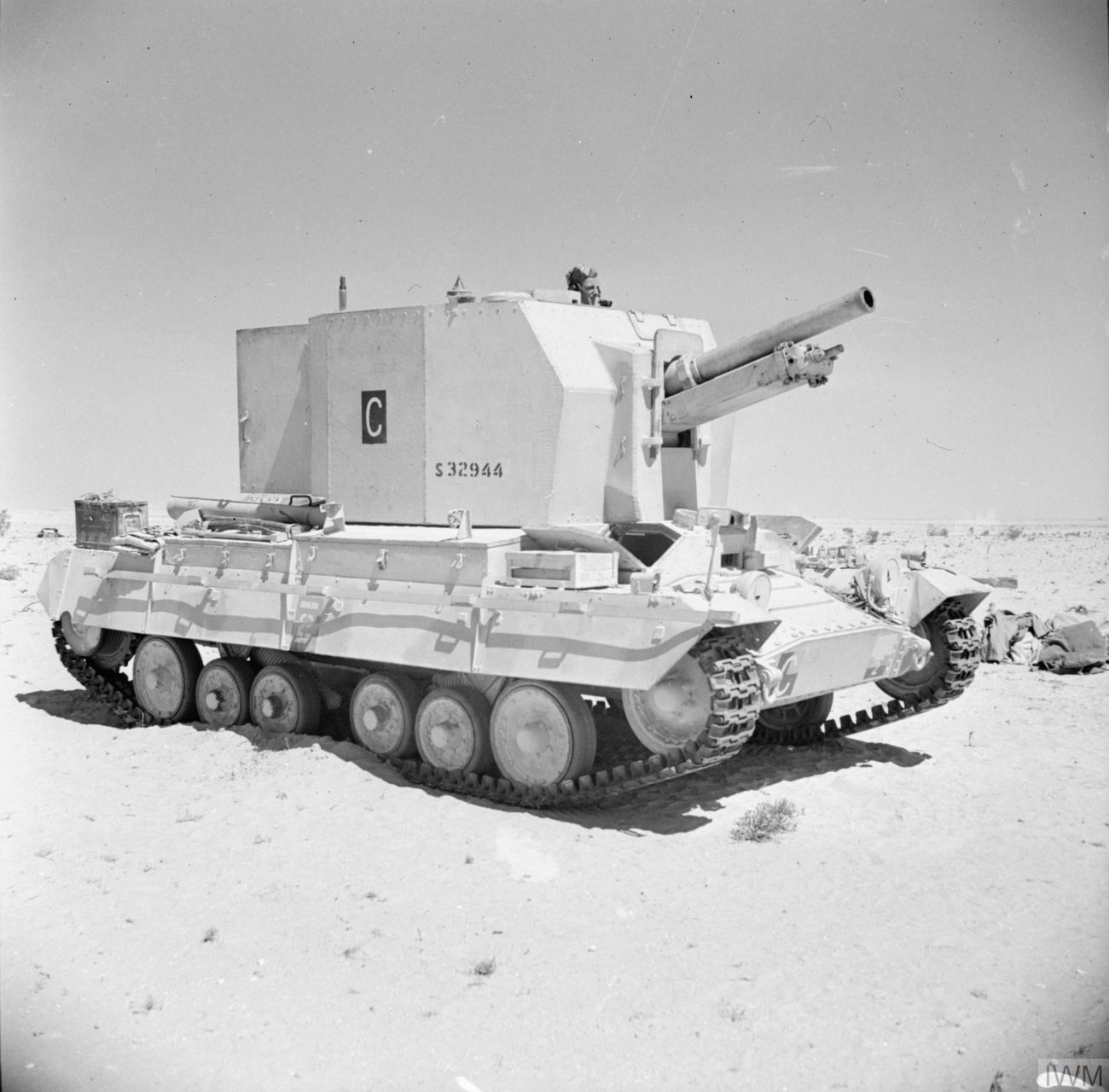
Bishop – brytyjskie samobieżne działo polowe z okresu II wojny światowej

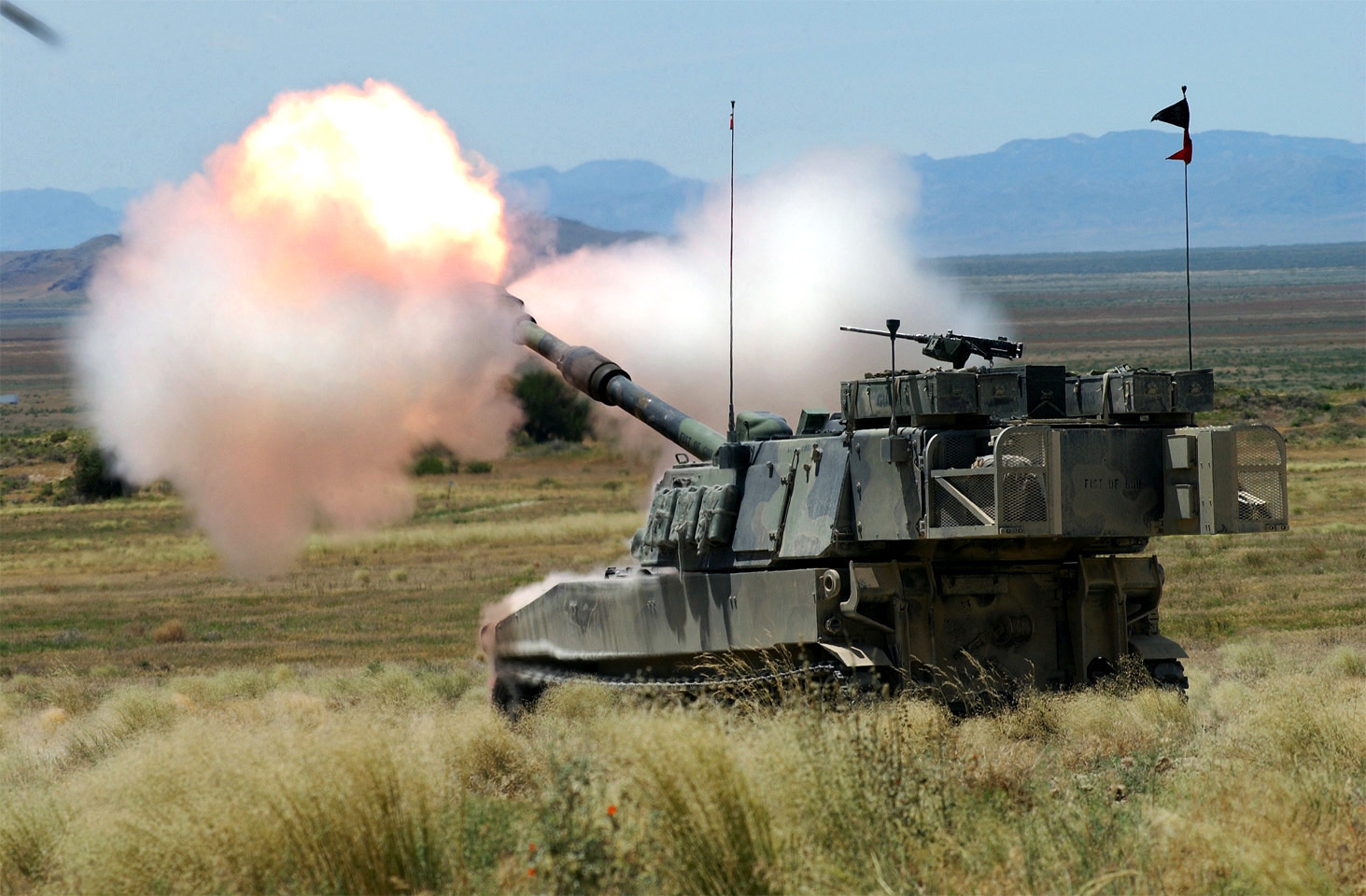
M109A6 Paladin – współczesna amerykańska haubica samobieżna

Samobieżne działo polowe – wóz bojowy, odmiana działa samobieżnego wyposażonego w haubicę, armatohaubicę, armatę lub moździerz, którego podstawowym celem jest zapewnienie wsparcia ogniowego wojskom na polu walki.
Pierwsze samobieżne działa polowe pojawiły się podczas II wojny światowej. Główną przewagą pojazdów nad artylerią holowaną była znacznie większa mobilność, która ułatwiała współpracę z wojskami pancernymi oraz zmechanizowanymi. Współcześnie dodatkowym atutem wynikającym z mobilności jest możliwość unikania nieprzyjacielskiego ognia przeciwartyleryjskiego, którego prowadzenie jest możliwe m.in. dzięki pojawieniu się radarów rozpoznania artyleryjskiego.
Pojazdy tego typu produkowane są zwykle na podwoziach czołgów, rzadziej innych (przeważnie gąsienicowych) wozów bojowych. Wczesne samobieżne działa polowe były słabo opancerzone,  często posiadały otwarte części nadwozia, a ich działa montowane było zazwyczaj nieruchomo w kadłubie. Obecnie pojazdy te posiadają znacznie lepsze opancerzenie, choć ustępujące czołgom, natomiast ich uzbrojenie znajduje się w ruchomych wieżach pozwalających na prowadzenie ostrzału w dowolnym kierunku.